# たばこ産業による偽情報

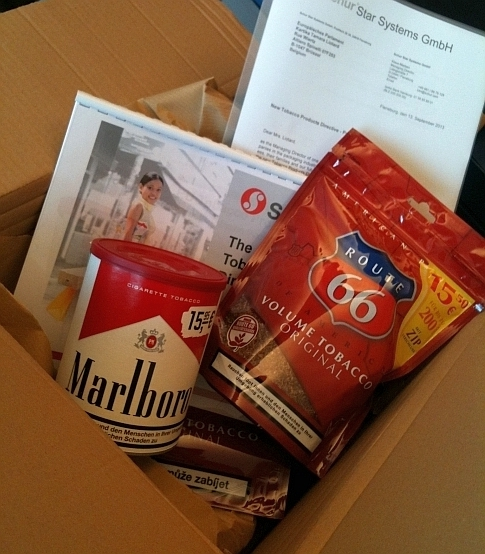
たばこロビーがオランダの政治家に贈ったギフト

たばこ産業による偽情報（たばこさんぎょうによるにせじょうほう、英: Tobacco industry playbook）は、たばこの有害性（特にがんとの因果関係）の証拠が積み重なる中で、たばこ産業の利益を守るために1950年代に考案された偽情報の戦術である。化石燃料産業による偽情報との類似が指摘されている。たばこ戦略（英: Tobacco strategy）、偽情報戦略（英: Disinformation strategy）とも呼ばれる。
がんと喫煙の関係を否定する一部の人物や企業は気候変動の否定も行なっている。

## 歴史
1953年、アメリカ合衆国ニューヨークにあるプラザホテルで、大手たばこ産業の幹部とヒル・アンド・ノウルトンにより行われた緊急会議から偽情報作戦が開始した。この会議では、クリスチャン・ヘラルドに掲載され、リーダーズ・ダイジェストに紹介されたリチャード・ドールやオースティン・ブラッドフォード・ヒルなどの疫学者の、たばことがんの関係の研究を報じた記事への対処が話し合われた。
以下の戦術が利用されている。
- 恐怖、不安、疑念の植え付け
- アストロターフィング
- 人身攻撃
- ロビー活動
- 自主規制と自己責任の強調
- 科学の独立性・中立性への疑問の投げかけ[5]

R.J.レイノルズ・タバコ・カンパニーの内部メモには「疑念は一般大衆の心の中にある『事実の体系』に対抗する製品である」と書かれている。

## 影響
たばこ産業による偽情報の戦術は、地球温暖化への対策を妨害する化石燃料業界や、環境保護庁（EPA）をはじめとする政府機関の役割を弱体化させようとする人物・団体にも利用されている。不確実性の強調は特に利用頻度が多い。
保守またはリバタリアン系のシンクタンクであるケイトー研究所、ジョージ・メイソン大学法経済学センター（Law and Economics Centre）、ハドソン研究所、ヘリテージ財団、リーズン財団などはたばこ産業や化石燃料産業からの資金提供を受け、地球温暖化に対する懐疑論を組織的に提唱している。
電子たばこ産業、飲料産業は、製品の健康への懸念に対処するために、たばこ産業の戦術を利用していると指摘されている。
その他、NFLがアメリカンフットボールにおける慢性外傷性脳症を軽視したり、ビッグ・テックが社会的責任を果たしているかのような見せかけの広報活動をしたりするためにも、たばこ産業の戦術が用いられているとされる。

### 日本
世界保健機関と提携する監視団体により2020年に行われた調査で、たばこ産業に対する規制が最も緩い国は日本とされている。
自民党たばこ議員連盟は厚生労働省による受動喫煙対策に反対している。